# 船尾座NO
船尾座NO，又名CD-38 4462，HD 71487、SAO 199222、HR 3327，是船尾座的一颗恒星，视星等为6.53，位于銀經257.62，銀緯-0.54，其B1900.0坐标为赤經8h 22m 37.5s，赤緯-38° -0.54′ 51″。